# Panneau de jalonnement d'un aménagement cyclable en France
Les panneaux de jalonnement d'un aménagement cyclable ont pour vocation à donner aux usagers cyclistes les informations utiles leur permettant de repérer l'itinéraire sur lequel ils se trouvent et la ou les différentes directions qui s'offrent à eux pour poursuivre leur cheminement.

## Histoire
Des jalonnements multiples et variés ont été mis en place sur les différents aménagements cyclables français. Ce n'est finalement qu'en 2002 qu'apparaît une norme avec l'arrêté du 31 juillet 2002 portant modification sur l'arrêté du 24 novembre 1967 relatif à la signalisation des routes et des autoroutes.
Cet arrêté vise une standardisation de l'ensemble des panneaux, un guidage à moyenne distance grâce aux indications de rabattement, de présignalisation, et de confirmation.
Le code de la route a ensuite été modifié par le décret no 2004-998 du 16 septembre 2004, publié au Journal officiel du 23 septembre, pour y introduire les voies vertes : les voies vertes sont définies comme des routes « exclusivement réservées à la circulation des véhicules non motorisés, des piétons et des cavaliers ».
Les panneaux définis dans l'arrêté de 2002 doivent donc être utilisés, et uniquement ceux-ci, sur les véloroutes et les voies vertes.

## Types de panneaux

### Panneau d'identification d'itinéraire cyclable
Deux panneaux ont été définis, codifiés Dv10 :
- Panneau Dv11. Panneau complémentaire d'identification d'un itinéraire cyclable. Il est utilisé pour compléter un panneau ou un ensemble de panneaux de type Dv, lorsque l'un de ceux-ci ne comporte pas de symbole SC2 en complément des mentions. Il peut être également utilisé pour surmonter un panneau de signalisation touristique de type H20 (cf. art. 88-1) lorsque celui-ci balise un itinéraire touristique réservé aux cyclistes[3].
- Panneau Dv12. Panneau complémentaire de dénomination d'un itinéraire cyclable. Il est utilisé en complément de la signalisation de direction lorsque l'itinéraire sur lequel il est implanté est dénommé[3].

Ces panneaux ne sont utilisés que placés au-dessus des panneaux Dv21a, Dv21b, Dv43a, Dv43b ou Dv61 et permettent pour des raisons d'encombrement de ne pas faire figurer le symbole SC2 sur ces derniers. Le panneau Dv11 peut être aussi placé au-dessus des panneaux de type H20 lorsque ceux-ci sont utilisés pour jalonner un itinéraire touristique réservé aux cycles. 
Le panneau Dv11 comporte le symbole SC2. Le panneau Dv12 comporte en plus le nom de l'itinéraire cyclable emprunté.

Panneau Dv11.
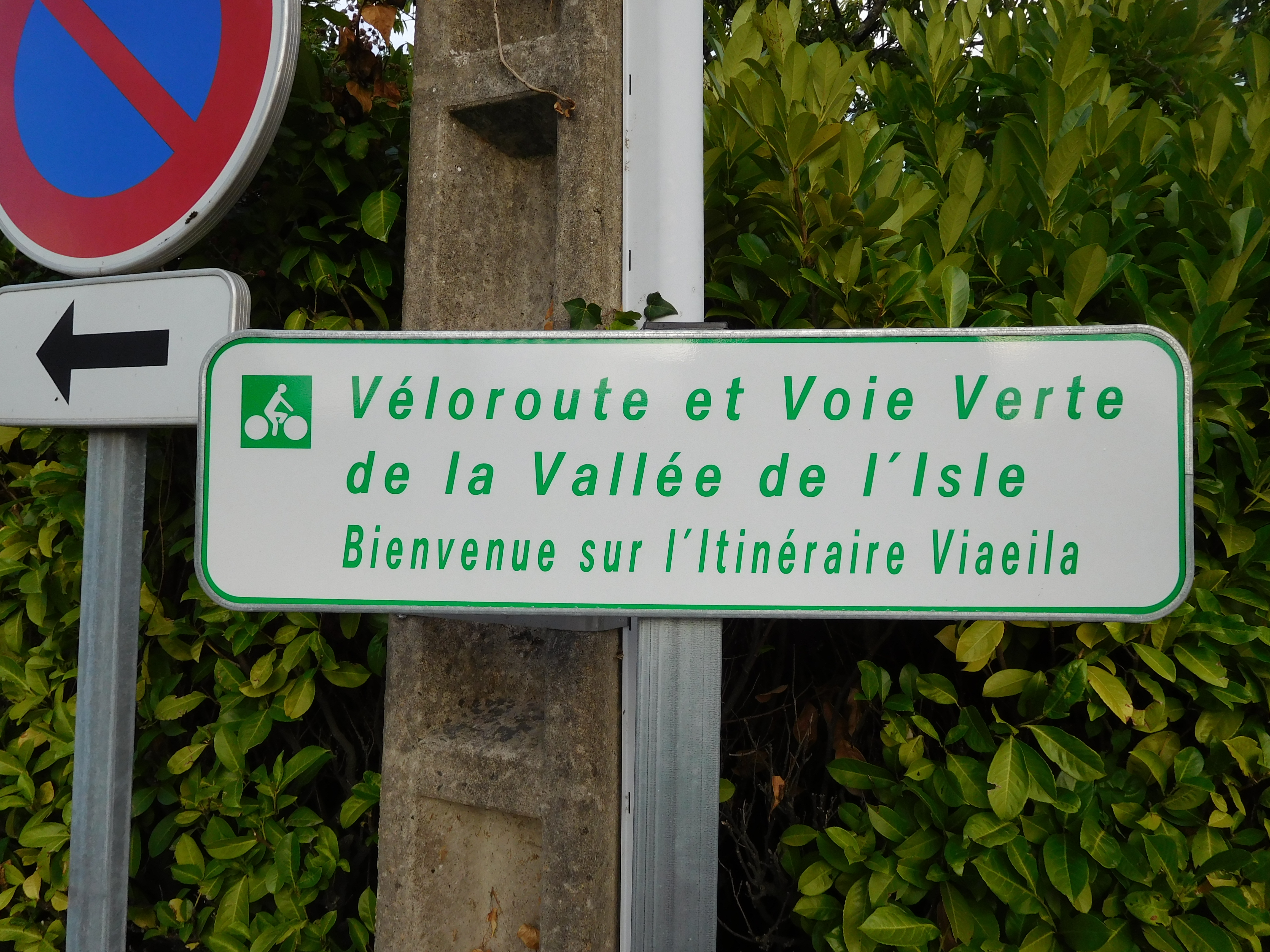
Panneau Dv12.

### Panneaux de position
Ils indiquent la direction à suivre et sont placés à l'intersection de telle manière que la manœuvre éventuelle soit effectuée devant le panneau.
Trois panneaux ont été définis, codifiés Dv20 :
- Panneau Dv21a. Panneau de position comportant une indication de destination et une indication de distance.
- Panneau Dv21b. Panneau de position comportant une indication de destination.
- Panneau Dv21c. Panneau directionnel de position sans indication de destination, ni de distance.

Les panneaux de type Dv20 comportent une pointe de flèche dessinée. La pointe de flèche dessinée est de couleur blanche sur fond vert.

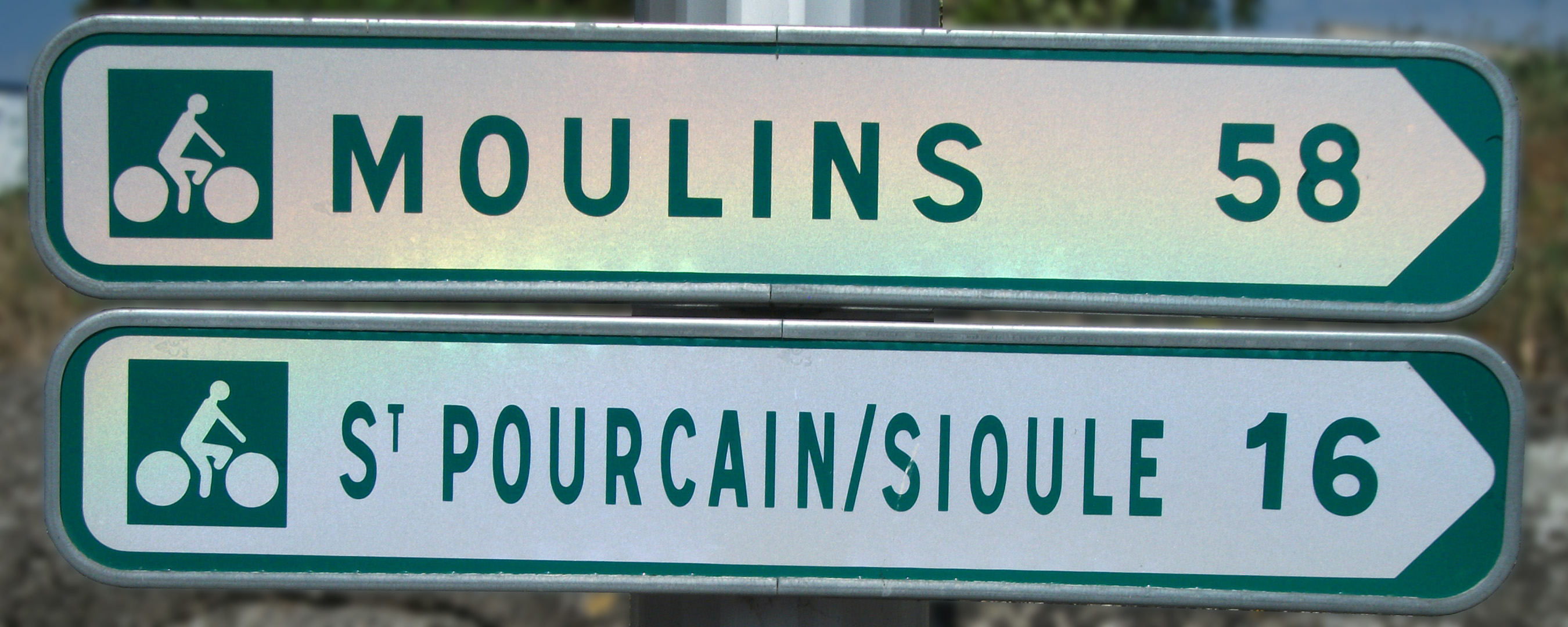
Panneau Dv21a.
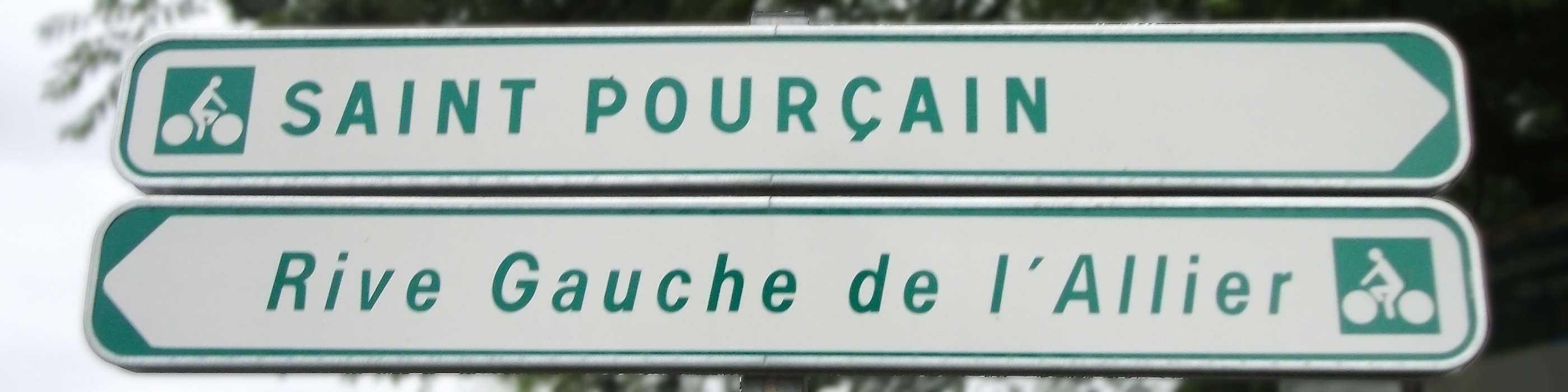
Panneau Dv21b.
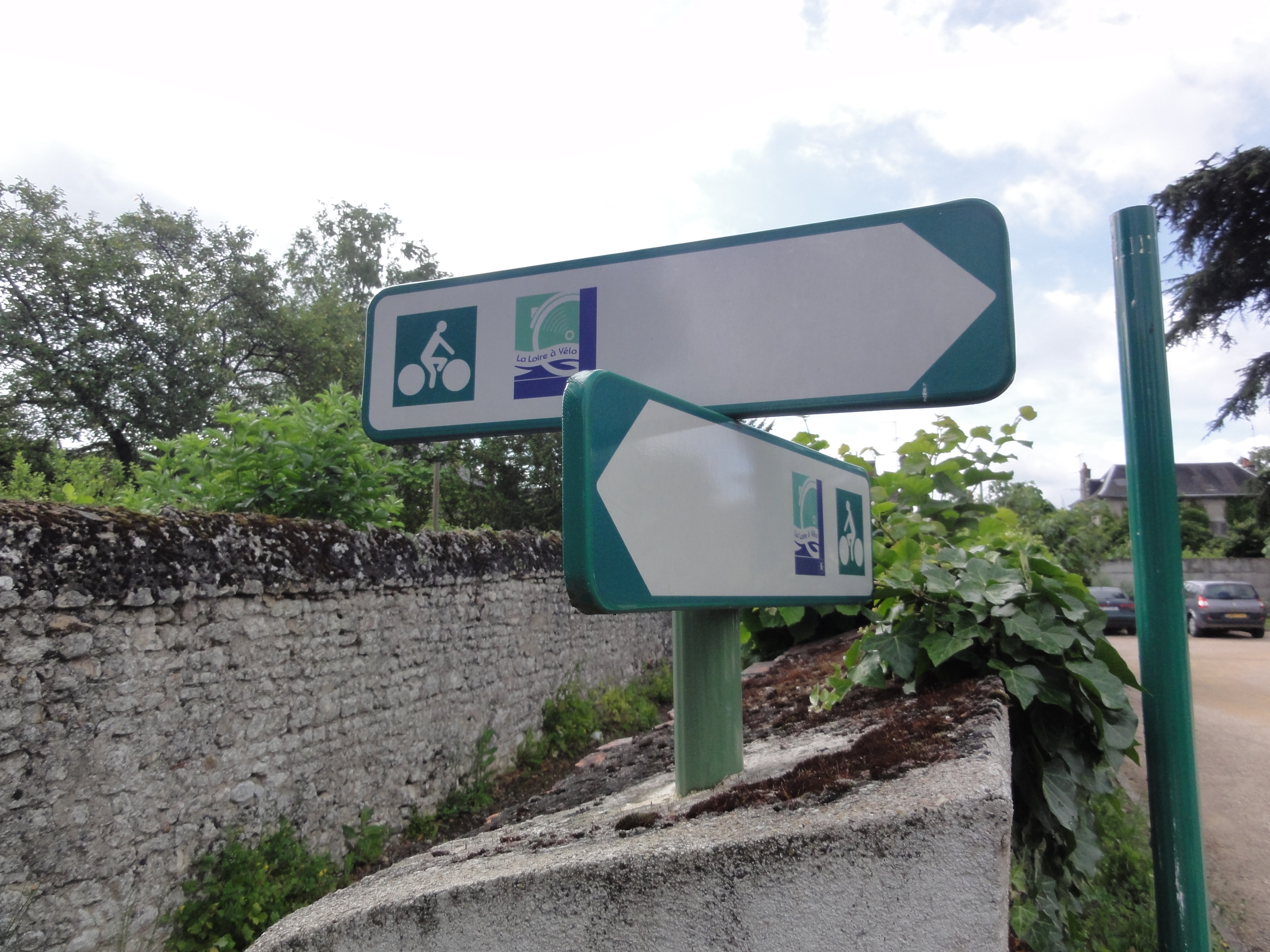
Panneau Dv21c.

### Panneaux de présignalisation
Ils annoncent les directions desservies au prochain carrefour.
Sept panneaux ont été définis, codifiés Dv40 :
- Panneau Dv42a. Panneau de présignalisation diagrammatique des carrefours complexes.
- Panneau Dv42b. Panneau de présignalisation diagrammatique des carrefours à sens giratoire.
- Panneau Dv43a. Panneau de présignalisation courante des carrefours comportant une indication de destination et une indication de distance.
- Panneau Dv43b. Panneau de présignalisation courante des carrefours comportant une indication de destination.
- Panneau Dv43c. Panneau de présignalisation courante des carrefours ne comportant ni une indication de destination, ni une indication de distance.
- Panneau Dv43d. Panneau de présignalisation courante des carrefours ne comportant ni une indication de destination, ni une indication de distance.
- Panneau Dv44. Encart de présignalisation d'un itinéraire cyclable.

Les panneaux de type Dv42 peuvent être surmontés d'un panneau Dv12.
Le panneau Dv42a représente le carrefour de manière simplifiée. Le panneau Dv42b comporte un schéma simplifié du carrefour à sens giratoire symbolisé par un anneau d'où partent autant de branches qu'il y a de routes sortant du carrefour. Chacune des branches des panneaux de type Dv42 est terminée par une flèche, complétée par la ou les mentions desservies.
Les panneaux de type Dv42 comportent, outre le schéma du carrefour, la distance du carrefour indiquée en bas du panneau.
Les panneaux de type Dv43 comportent le symbole SC2 et une flèche orientée vers la direction concernée.
L'encart Dv44 comporte le symbole SC2 ainsi que l'indication de destination. Il est destiné à compléter des panneaux D42 existants.

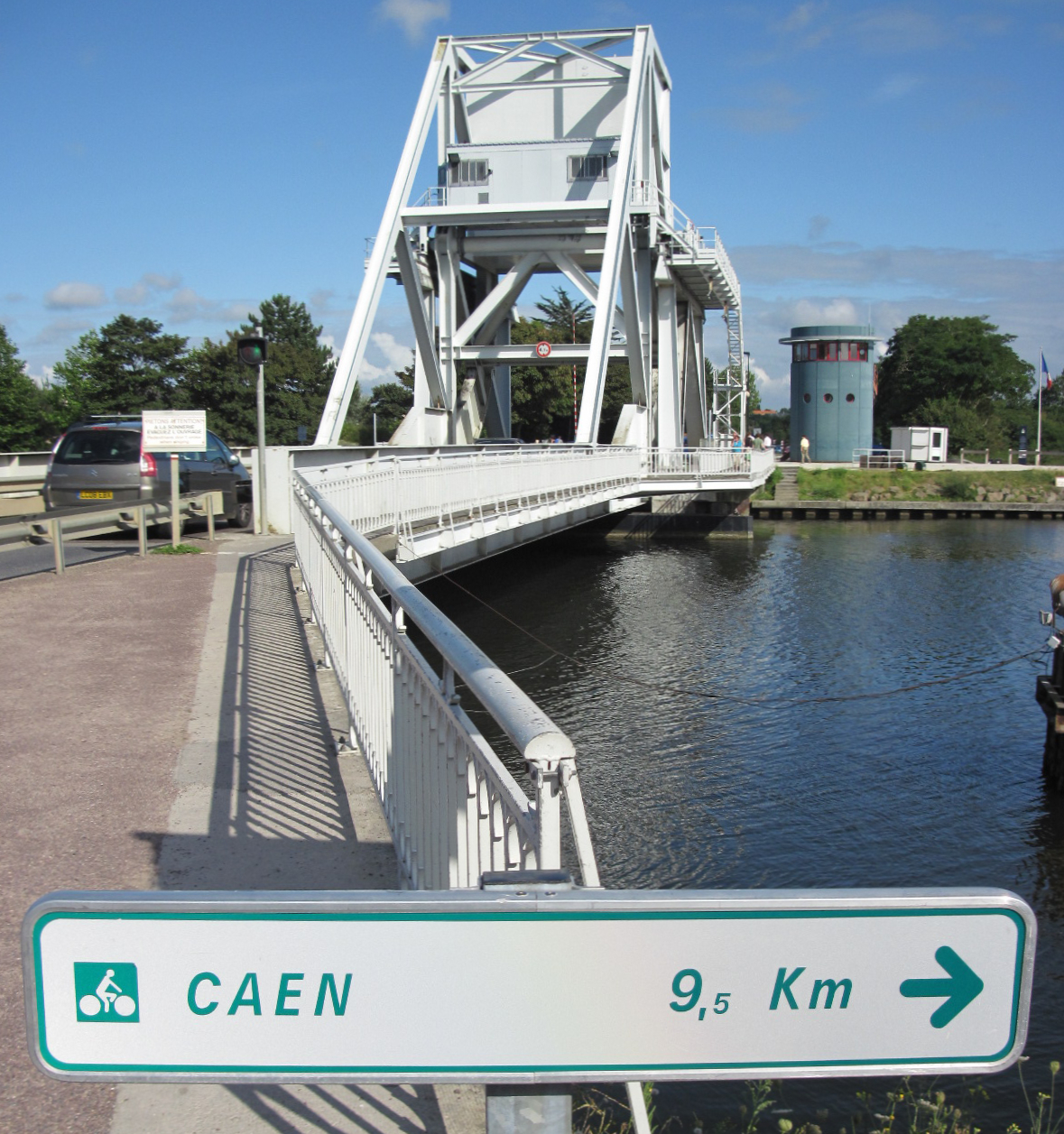
Panneau Dv43a.
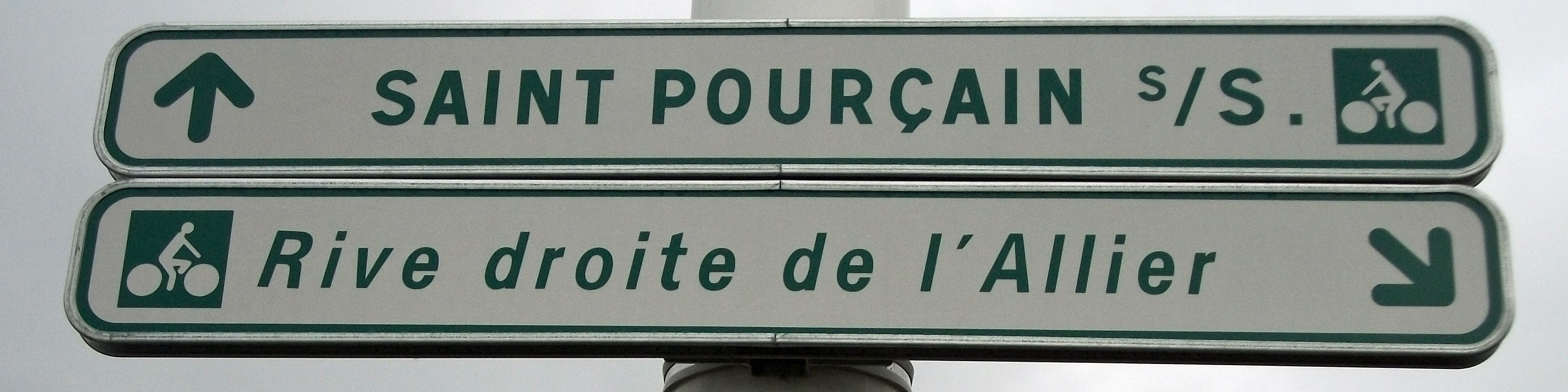
Panneau Dv43b.
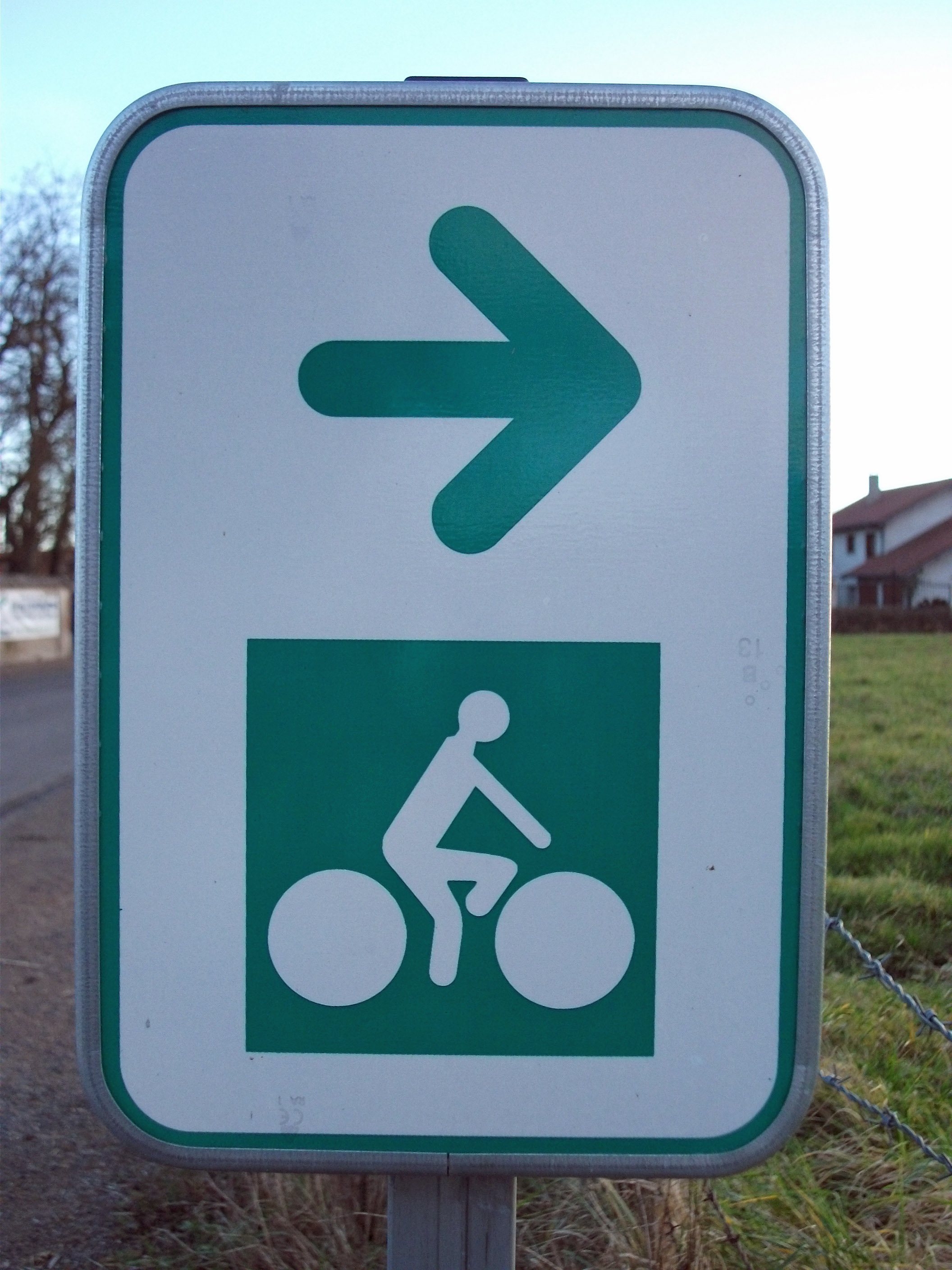
Panneau Dv43d.
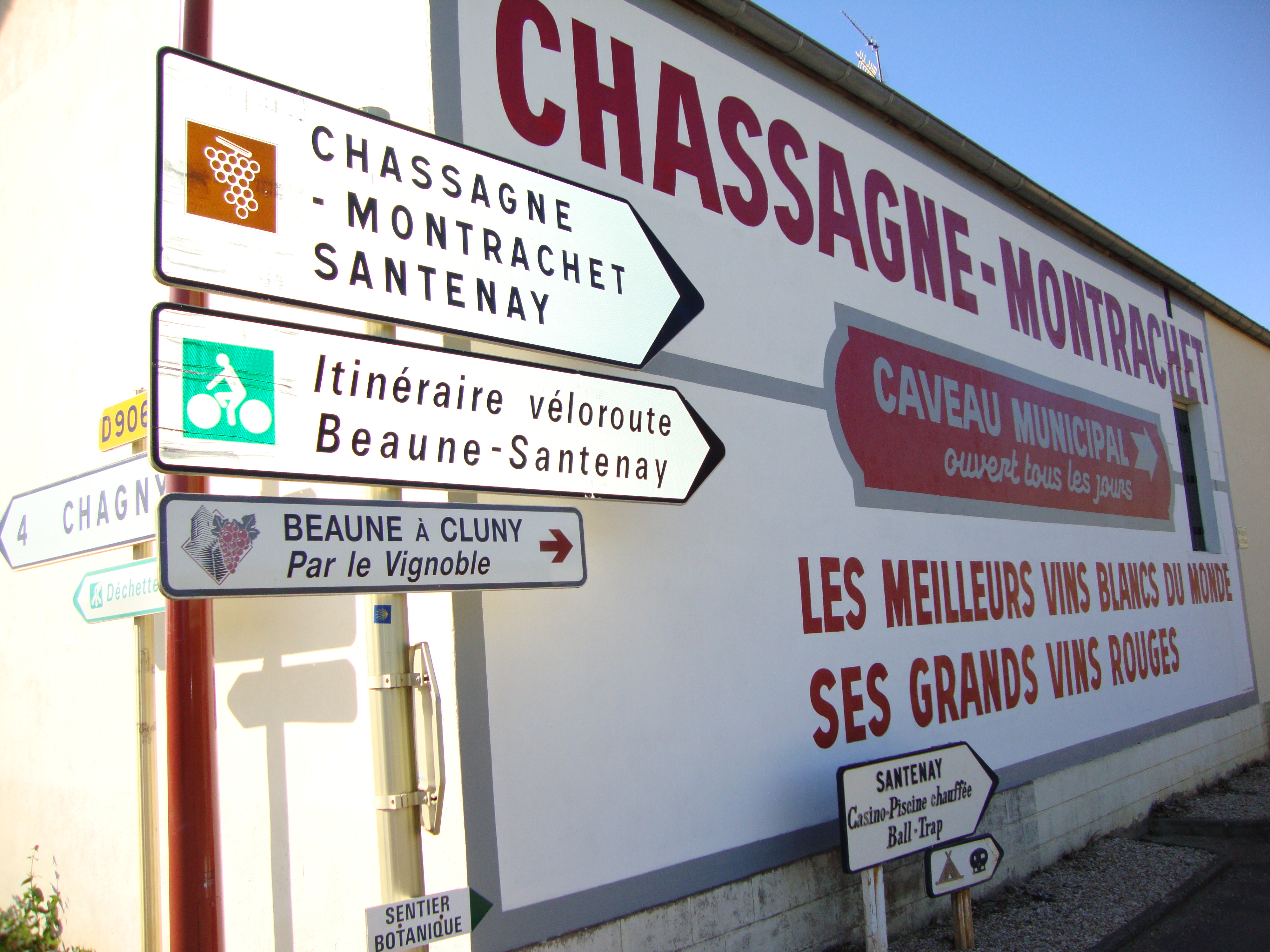
Encart SC2 dans un panneau DV21b.

### Panneau de confirmation
Il confirme les mentions desservies par l'itinéraire cyclable sur lequel il est implanté.
- Panneau Dv61. Panneau de confirmation courante.

Le panneau Dv61 comporte une indication de direction et une indication de distance, et peut être surmonté d'un panneau Dv12.

Panneau Dv61, avec le symbole SC2 et un symbole de Dv12.

### Forme, couleur, listel, inscriptions, symbole et idéogrammes
Les panneaux de type Dv sont de forme rectangulaire. Ils sont à fond blanc. Ils comportent un listel vert, à l'exception de l'encart Dv44,. Les inscriptions sont de couleur verte, en caractères droits majuscules (L1) ou italiques (L4).
Le symbole SC2 est normalement orienté vers la gauche. Il est orienté vers la droite lorsque le panneau indique une direction vers la droite.
Les panneaux de type Dv peuvent être complétés par des idéogrammes.

### Implantation
Le champ de vision réduit du cycliste, orienté en général à mi-hauteur du fait de sa position sur le vélo, milite en faveur d'une position adaptée des panneaux sur les supports.
Sur site propre et lorsque l'absence de tout masque est garantie, une implantation à 1 mètre du sol semble optimale. Une implantation jusqu'à 2,30 m est toutefois admissible si l'on craint des problèmes de vandalisme.
En général en ville il est nécessaire de dégager le gabarit pour les piétons, d'éviter que d'éventuels véhicules en infraction ne viennent percuter les panneaux ou tout simplement d'éviter les risques de masques visuels. Une hauteur de 2,30 m semble préférable.

### Sources
- Arrêté du 24 novembre 1967 modifié relatif à la signalisation des routes et des autoroutes.
- Instructions interministérielles sur la signalisation routière, 5e partie, articles 91-1 à 91-6 (arrêté du 6 décembre 2011, JO du 22)